# NGC 2505
NGC 2505 est une vaste galaxie spirale barrée située dans la constellation du Lynx. NGC 2505 a été découverte par l'astronome germano-britannique William Herschel en 1790.

## Caractéristiques
Sa vitesse par rapport au fond diffus cosmologique est de 7 244 ± 8 km/s, ce qui correspond à une distance de Hubble de 106,8 ± 7,5 Mpc (∼348 millions d'al).
La classe de luminosité de NGC 2505 est I.